# Ein Burschenlied aus Heidelberg
Ein Burschenlied aus Heidelberg ist eine im Studentenmilieu spielende deutsche Filmromanze aus dem Jahre 1930. Unter der Leitung des Regie-Debütanten Karl Hartl spielen Willi Forst und Betty Bird die Hauptrollen. Der junge Billy Wilder war am Drehbuch beteiligt.

## Handlung
Elinor Miller, eine junge, hübsche Amerikanerin, erhält von ihrem Vater, dem einst aus Deutschland in die USA ausgewanderten John Miller, zu ihrem 20. Geburtstag ein ganz besonderes Geschenk: Er spendiert ihr einen einjährigen Studienaufenthalt in Heidelberg, auf dass sie seine alte Heimat kennenlernen möge. Vor Ort in Heidelberg, wo er Vater einst selbst studierte, angekommen, muss Elinor feststellen, dass ihre bisherigen Deutsch-Kenntnisse nicht ausreichend sind, und so nimmt sie Sprachunterricht bei dem Heidelberger Studenten Robert Dahlberg. Beim Konjugieren des Verbs „lieben“ – „ich liebe, du liebst, er liebt …“ – kommen sich beide einander näher und beginnen ihre gegenseitigen Gefühle für einander zu entdecken. Doch es gibt auch andere junge Männer, die ein Auge auf das smarte US-Girl geworfen haben, darunter Roberts Kommilitone Bornemann. Der ist eifersüchtig auf Dahlberg, da dieser bei Elinor offensichtlich bessere Karten zu haben scheint, und provoziert seinen Rivalen mit einer Ohrfeige. Die Folge: Robert fordert Bornemann zu einem Duell heraus. 
Die Waffen: bei Studenten schlagender Verbindungen ist dies selbstverständlich der Säbel. Als in der Nacht vor dem Duell Elinor zu Robert geht und ihn aus Furcht vor einer schweren Verletzung bittet, das unsinnige Duell abzublasen, willigt der ihr zuliebe ein. Daraufhin wird Dahlberg der Feigheit geziehen und von seinen Kommilitonen fortan verachtet. Inzwischen ist John Miller aus Amerika in Heidelberg eingetroffen, um bei seiner Tochter nach dem rechten zu sehen. Als er hört, dass Elinors Liebster vor einem Zweikampf gekniffen haben soll, informiert er sich erst einmal und stellt sich, nachdem er die Hintergründe der Angelegenheit erfahren hat, hinter den geächteten Dahlberg. Elinor entbindet Dahlberg von seinem Versprechen, und Robert und Bornemann treten nun zum Duell an, das Elinors Herzbube gewinnt. John Miller erkennt, dass Robert Dahlberg ein guter Schwiegersohn für sein Töchterchen sein wird, und das deutsch-amerikanische Paar verlobt sich.

## Produktionsnotizen
Ein Burschenlied aus Heidelberg entstand zwischen dem 3. Juli und dem 4. August 1930 und wurde am 28. August desselben Jahres in Berlins UFA-Pavillon am Nollendorfplatz uraufgeführt. In Österreich, wo der Film am 26. September 1930 in Wien anlief, wurde Ich liebe, du liebst, er liebt… als Verleihtitel gewählt.
Günther Stapenhorst übernahm die Produktionsleitung. Robert Herlth und Walter Röhrig gestalteten die Filmbauten, Alexander Arnstam entwarf die Kostüme. Komponist Hans May übernahm auch die musikalische Leitung, Ernst Neubach lieferte die Gesangstexte. Erich von Neusser und Eduard Kubat waren bei dieser Produktion die Aufnahmeleiter. Gerhard Goldbaum war für den Ton zuständig. 

## Musik
Folgende Lieder wurden gespielt:
- Ein Burschenlied aus Heidelberg
- Ich liebe du liebst, er liebt … das ist der Himmel auf Erden
- Komm herunter, Rosalinde
- Mein Herz hängt an dir, sonst an gar nichts auf der Welt

Die Titel erschienen im Musikverlag Ufaton-Verlags G.m.b.H. (Berlin)

## Kritiken
Die Österreichische Film-Zeitung lobte die Produktion und befand, der Film habe „den großen Vorzug, trotz seines Studentenmilieus wirklich originell zu sein und den Beschauer restlos zufriedenzustellen, vor allem deshalb weil er, im Gegensatz zu den meisten früheren Studentenfilmen, jeglicher Sentimentalität sorgsam aus dem Wege geht. Und das will bei einem Werk, dessen Schauplatz Alt-Heidelberg ist, gewiss etwas heißen. Alles in diesem Film ist Frische, Natürlichkeit, Leben, Jugend, Fröhlichkeit und Humor in ausgezeichneter herzerfreuender Mischung.“
Der Abend urteilte: „Man muß aber zugestehen, daß nur ein Mindestmaß an heutzutage verlogen wirkender Burschenherrlichkeit zur Verwendung gelangt, die Liebesgeschichte steht im Vordergrund, recht hübsch aufgemacht, wenn man will, kann man sogar einigen Witz und überlegene Behandlung des vielverbrauchten Stoffes entdecken.“
Edith Stignitz listete in Wiens Kino-Journal auf, was in diesem Film „geboten wird: die ansprechende Liebesgeschichte, die noch durch die beliebten Stars erhöht wird, gute Musik, amerikanisch-deutscher Humor, die anziehenden Bilder aus Heidelberg, dem Studentenparadies am Neckar, ist stilgerecht zusammengefügt, die Regie arbeitet die Handlung straff heraus“. Zu der Besetzung heißt es: „Die Rolle des Robert Dahlberg ist … Willy [sic!] Forst auf den Leib geschrieben. Einerseits jugendlicher Liebhaber, andererseits vor entscheidenden Situationen ein ganzer Mann, das fehlerlose Ideal sehnsüchtiger Mädchenträume. Betty Bird ist ein süßes Wiener Mädel, das nur der für diesen Film notwendige amerikanische Akzent von dem des beliebten Wiener Typus unterscheidet.“